# Drymaria conzattii
Drymaria conzattii là loài thực vật có hoa thuộc họ Cẩm chướng. Loài này được Duke mô tả khoa học đầu tiên năm 1961.